# FAKE TOKYO
FAKE TOKYO（フェイク トーキョー）とは、かつて渋谷に実店舗を置き、婦人服を企画、製造、販売していた「株式会社FAKE TOKYO」のアパレルブランドである。

## 概要
コンセプトが異なる各フロアから成り立つ店舗内（1F CANDY / 2F Sister / 3F GALLERY FAKE）には、国内外問わず約60アーティストの手がけたファッションを中心に取り扱っていた。
一般向けのファッションよりも衣装のような派手な雰囲気が強いため、テレビでの取材もされていた。
また、2011年4月30日にはJ-POP CAFE SHIBUYAには１周年を記念したANNIVERSARY PARTYを開催した。
2019年10月に実施された消費税増税や、暖冬などにより売り上げが低下。2019年12月に実店舗を閉鎖。2020年4月23日に東京地方裁判所から破産手続開始決定を受けた。そして2021年9月24日に法人格が消滅した。